# Assisi
Assisi ist eine Stadt mit 27.507 Einwohnern (Stand 31. Dezember 2023) im mittelitalienischen Umbrien in der Nähe der Regionalhauptstadt Perugia. Sie ist Geburtsort des hl. Franz von Assisi (auch Hl. Franziskus), des Gründers der Minderen Brüder (heute: Franziskaner oder Minoriten), und der Hl. Klara, der Gründerin des Klarissenordens.
Das mittelalterliche Stadtbild mit Stadtmauer und Festungsruine Rocca Maggiore ist noch gut erhalten und wurde im Jahr 2000 zum Weltkulturerbe der UNESCO ernannt.

## Geografie
Assisi liegt etwa 19 km südöstlich der Regional- und Provinzhauptstadt Perugia in der Zone E, 2 198 GG der klimatischen Einordnung italienischer Gemeinden.
Zu den Ortsteilen gehören Armenzano, Capodacqua, Castelnuovo, Palazzo, Petrignano, Pianello, Rivotorto, Santa Maria degli Angeli, San Vitale, Sterpeto, Torchiagina, Tordandrea und Tordibetto.
Die Nachbargemeinden sind Bastia Umbra, Bettona, Cannara, Nocera Umbra, Perugia, Spello, Valfabbrica und Valtopina.

## Geschichte
Der Ort (lateinisch Asisium, älteres Ital./Tosk. Ascesi oder Scesi, heute nicht mehr gebräuchlich) wurde von den Römern im Jahr 399 v. Chr. kolonisiert und terrassenförmig auf einem Felsrücken an der Westseite des Monte Subasio ausgebaut. Er war vorher eine Akropolis der Umbrer. Aus römischer Zeit finden sich heute noch die Stadtmauern, das Forum (oder Marktplatz Piazza del Comune), ein Theater, ein Amphitheater und der Tempel der Minerva, der später zur Kirche Santa Maria sopra Minerva umgebaut wurde. 328 wurde der Ort vom heutigen Schutzpatron Rufino di Assisi (San Rufino) christianisiert.
Im Jahre 545 wurde der Ort größtenteils von den Ostgoten zerstört, geriet später unter die Herrschaft der Langobarden und wurde danach den Herzögen von Spoleto unterstellt.
Im 12. Jahrhundert wurde Assisi freie Kommune und orientierte sich ghibellinisch und stand damit im Gegensatz zur guelfischen Nachbarstadt Perugia. Der im Jahr 1181/1182 in Assisi geborene Hl. Franz von Assisi geriet als junger Mann im Rahmen dieser Auseinandersetzungen in Gefangenschaft. Im 13./14. Jahrhundert dehnte die Stadt sich über die römischen Stadtmauern hinaus aus, die Mauern wurden mehrfach erweitert.
Im Spätmittelalter stand Assisi unter wechselnder Herrschaft der Päpste, verschiedener Condottieri, der Herzöge von Mailand und von Urbino und gelangte im 15. Jahrhundert schließlich wieder zum Kirchenstaat.
Dass Assisi im Jahr 1944 vor Kampfhandlungen und damit möglicherweise vor der Zerstörung gerettet wurde, verdankt die Stadt dem damaligen Kommandanten der deutschen Besatzungstruppen, Oberst Valentin Müller, der unter anderem bei dem deutschen Befehlshaber in Italien, Generalfeldmarschall Albert Kesselring die Erklärung von Assisi zur unverteidigten, offenen Lazarettstadt erwirken konnte. Zur gleichen Zeit organisierten der Bischof Giuseppe Placido Nicolini und der Franziskaner Rufino Niccacci mit Helfern aus der katholischen Kirche, dass politisch und rassistisch Verfolgte, darunter viele Juden, in Klöstern und anderen Gebäuden der Kirche versteckt wurden.

## Sehenswürdigkeiten

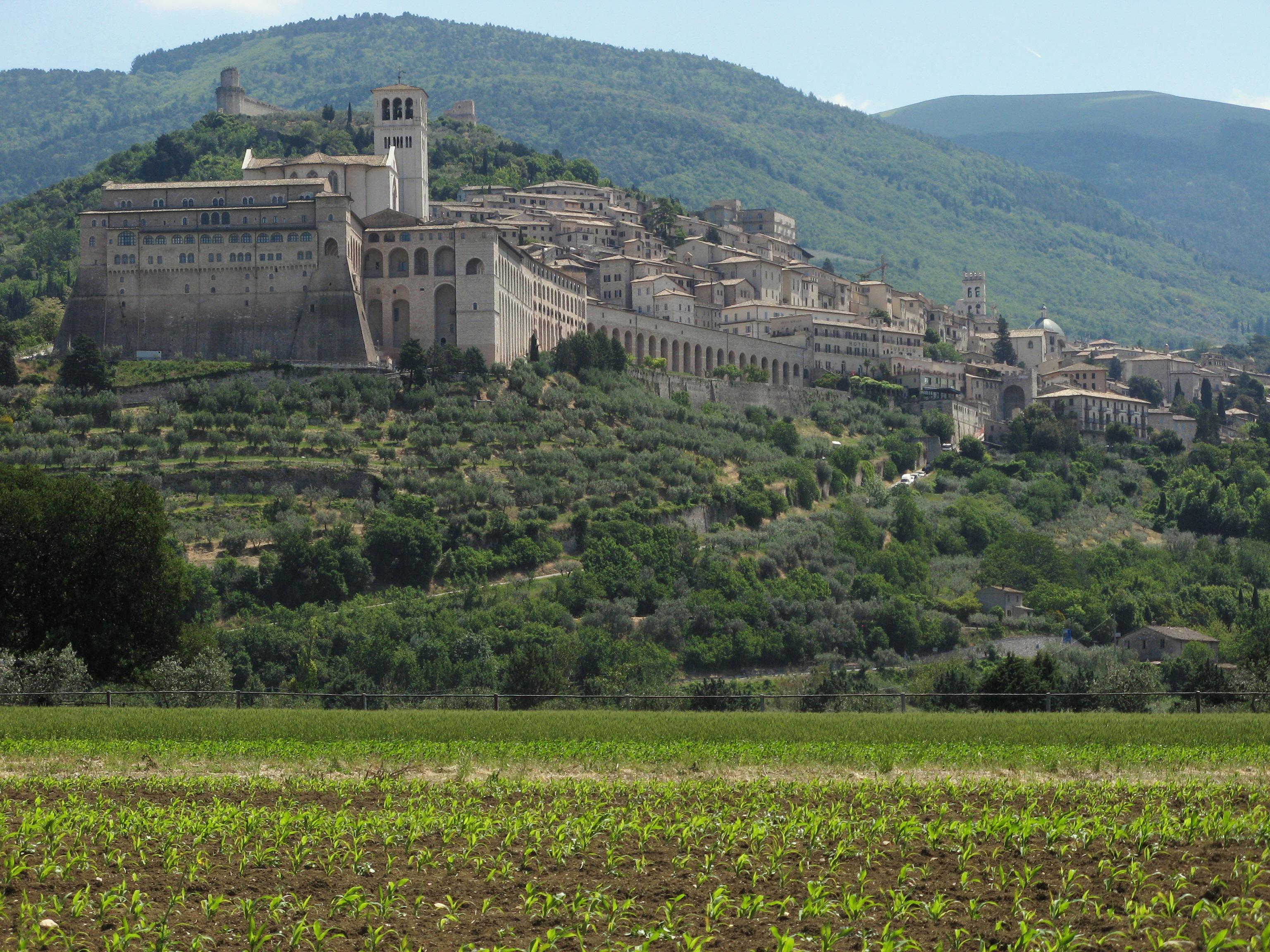
Assisi von Westen

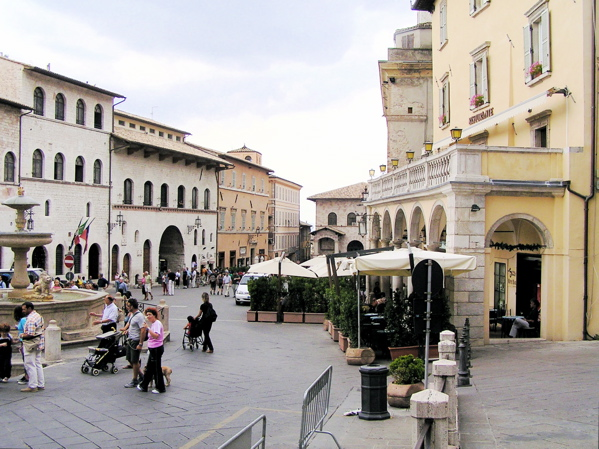
Marktplatz Piazza del Comune

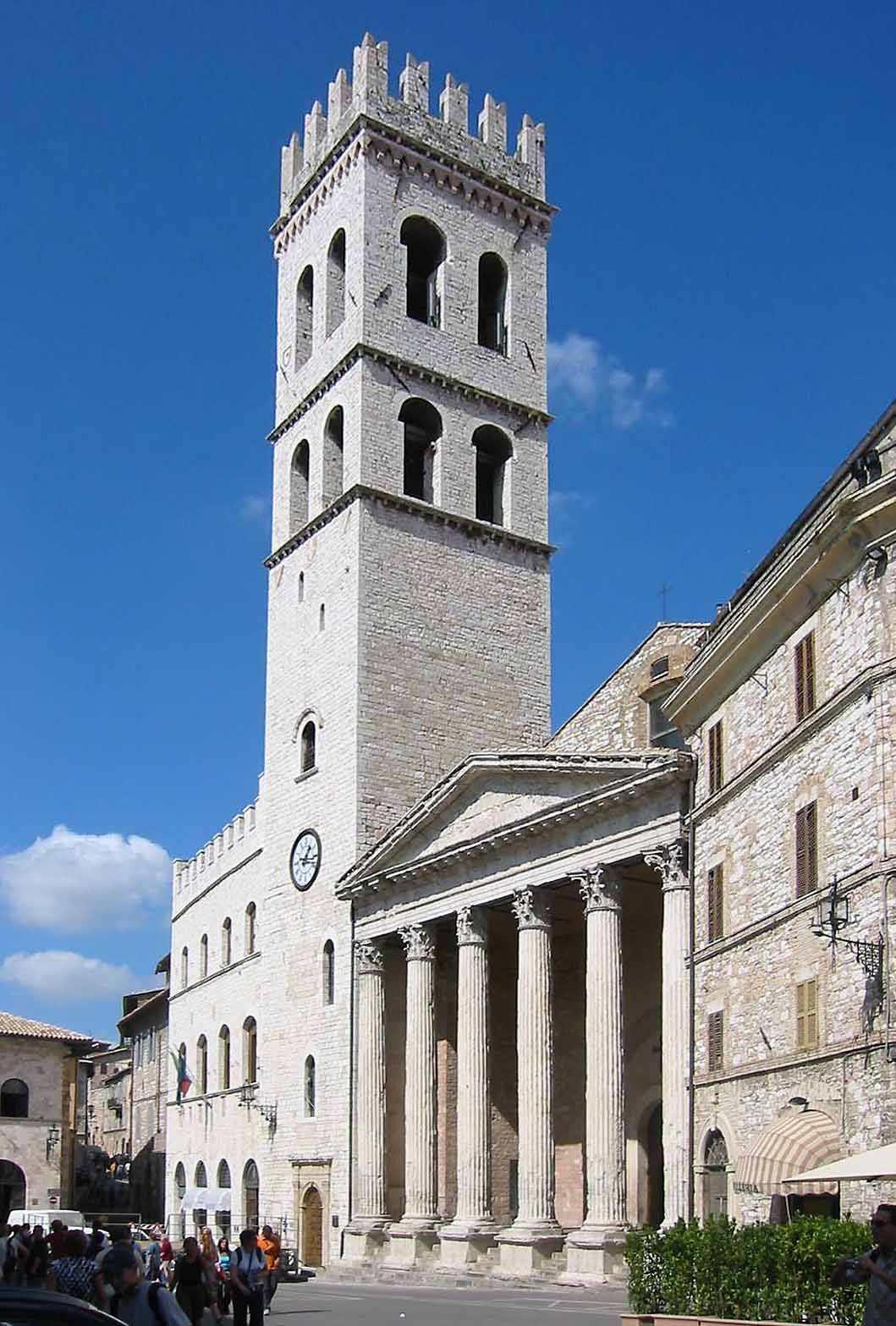
Kirche Santa Maria sopra Minerva

Mit den Basiliken San Francesco und Santa Chiara, den Grabstätten des Hl. Franziskus und der Hl. Klara ist Assisi ein bedeutender Pilgerort des Christentums. Sehenswert ist die franziskanische Einsiedelei Eremo delle Carceri. Auf dem Wege dorthin entspringt die Quelle Fontemaggio, die in römischer Zeit die Stadt mit Trinkwasser versorgt hat.
Die Doppelkirche San Francesco, mit deren Bau 1228 begonnen wurde (in drei Ebenen am westlichen Ende der Stadt errichtet), wurde am 26. September 1997 bei einem schweren Erdbeben stark beschädigt, wobei vier Menschen ums Leben kamen. Die bei dem Erdbeben beschädigten unter anderem von Giotto und Cimabue stammenden Fresken in der Ober- und Unterkirche (um 1300 begonnen) wurden zu etwa 75 % restauriert.
Die Basilika San Francesco gehört wie die anderen franziskanischen Pilgerstätten in Assisi seit dem Jahr 2000 zum UNESCO-Welterbe.
Der neuere Teil Assisis liegt am Fuß des Berges rund um die Basilika Santa Maria degli Angeli, welche die kleine Portiunkula-Kapelle umschließt, in der Franziskus gestorben ist. In dieser Kirche fand 1986 und 2002 das interreligiöse Weltgebetstreffen statt.
Weitere sehenswerte Gebäude sind:
- die Kathedrale von Assisi (Kathedrale San Rufino)
- das Santuario San Damiano (außerhalb der Stadtmauer)
- die Kirche Santa Maria sopra Minerva an der zentralen Piazza del Comune gelegene Kirche; Fassade: römischer Portikus mit sechs Säulen, entstand im 1. Jahrhundert v. Chr.[6]
- die Palazzi Comunali mit dem Torre del Popolo und dem Palazzo del Capitano (um 1282 entstanden)[6]
- der Palazzo dei Priori an der Piazza del Comune, wurde 1275 begonnen und bis 1493 erweitert.[6]
- die Kirche Chiesa Nuova. Wurde 1615 errichtet auf Initiative von Philipp III. und enthält Fresken von Cesare Sermei di Orvieto (1609–1668).[6][8]
- die Kirche San Pietro, um das 10. Jahrhundert entstanden, im 13. Jahrhundert erweitert und erneuert.[6] Rechteckige, typisch romanische Fassade mit drei Rosetten und drei Eingangsportalen.
- das Amphitheater (entstanden im 1. Jahrhundert v. Chr.)[6]
- die Pinacoteca Comunale
- das Oratorio di San Francesco Piccolino
- die Befestigungsanlagen Rocca Maggiore und Rocca Minore
- Santa Maria Maggiore (Kirche im Ortszentrum)
- Santa Maria di Rivotorto (2 km unterhalb von Assisi; die 1854 erbaute Kirche wurde über einer – rekonstruierten – Hütte erbaut, in der sich Franziskus um 1208 oder 1209 mit engen Mitstreitern traf und mit ihnen die Ordensregeln festlegte)

Stadtmauer und Stadttore:

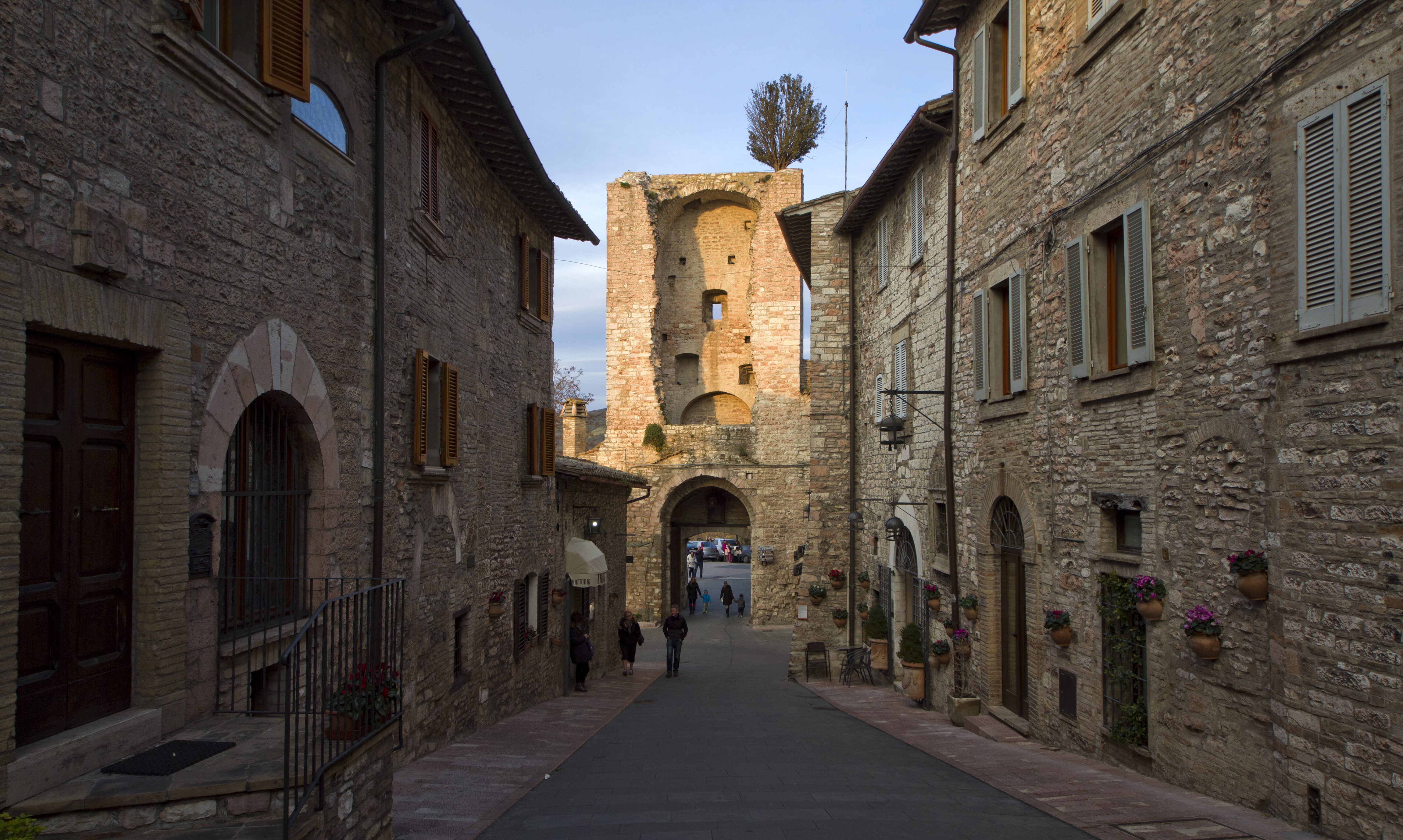
Porta San Giacomo

Die erste Stadtmauer entstand zwischen dem 2. und 1. Jahrhundert v. Chr. durch die Römer. Diese Mauer wurde 1260 erweitert. Der heutige Mauerring entstand 1316 mit den Stadttoren (von Nord im Uhrzeigersinn):
- Porta San Giacomo (als einziges Tor wahrscheinlich schon Teil der ersten Stadtmauer, später dann an die Gegebenheiten der neuen Mauer angepasst.)
- Porta Perlici
- Porta dei Cappuccini (auch Porta Sant’Antonio)
- Porta Nuova
- Porta Moiano
- Porta Sementone
- Porta San Pietro
- Porta San Francesco

## Städtepartnerschaften
- San Francisco, USA
- Bethlehem, Palästina[9]
- Santiago de Compostela (Galicien), Spanien
- Wadowice, Polen

## Söhne und Töchter der Stadt

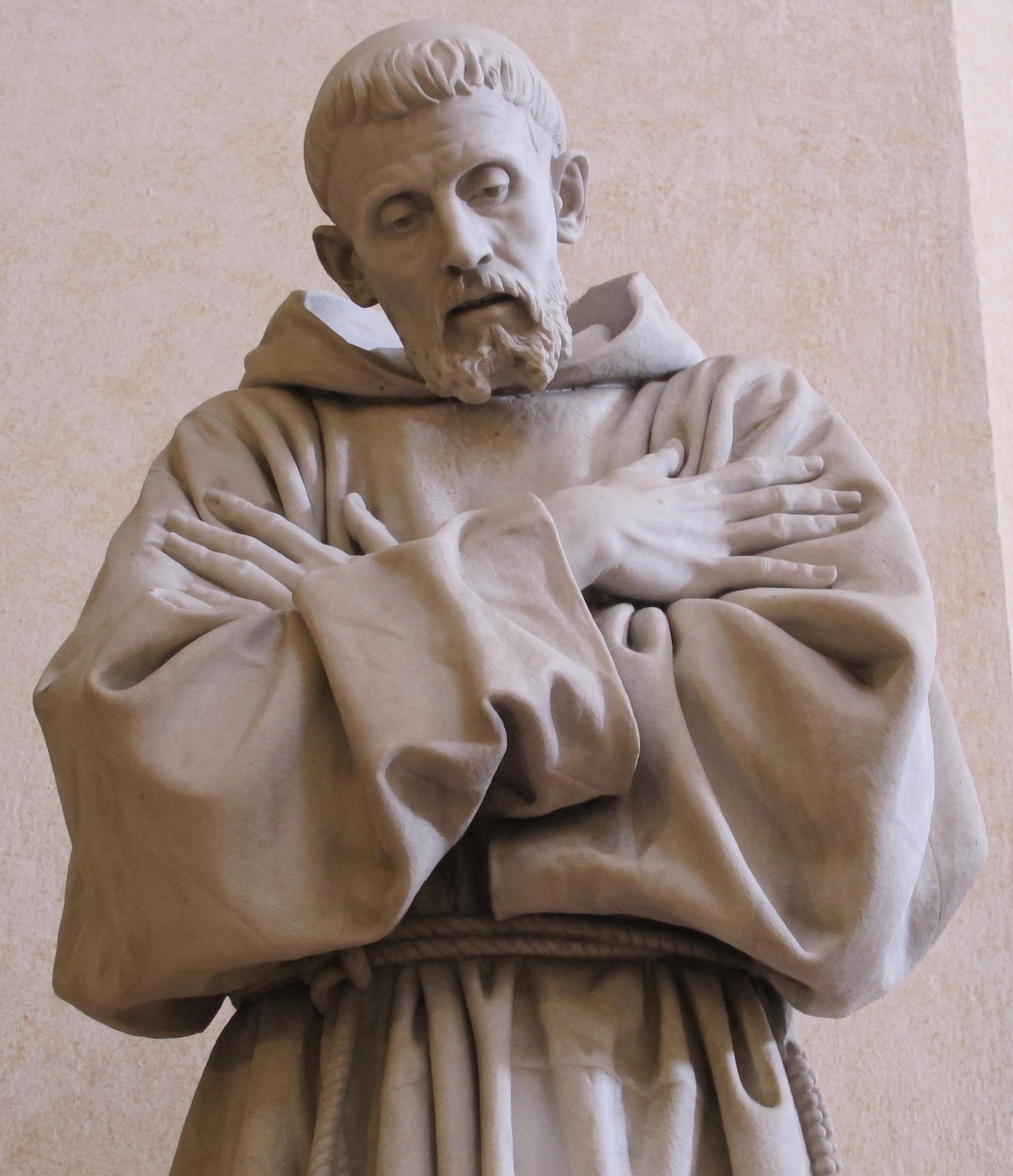
Franz von Assisi, Statue von Giovanni Dupré in der Kathedrale San Rufino

- Properz (lat. Sextus Aurelius Propertius; ca. 48 v. Chr.–16. v. Chr.), römischer Elegiendichter
- Bernhard von Quintavalle (um 1175–zwischen 1242 und 1245), Gefährte des Heiligen Franziskus
- Pietro Catanii (vor 1180–1221), Gefährte von Franz von Assisi
- Franz von Assisi (1181/1182–1226), Gründer des christlichen Franziskanerordens
- Klara von Assisi (1193 oder 1194–1253), Gründerin des Ordens der Klarissen
- Agnes von Assisi (1197 oder 1198–1253), Schwester der Heiligen Klara
- Dono Doni (nach 1500–1575), Maler
- Giovanni Battista Bovicelli (1550–1594), Komponist, Sänger und Musiktheoretiker
- Cesare Sperelli (1639–1720), Bischof
- Sperello Sperelli (1639–1710), Kardinal
- Francesco Possenti (1838–1862), auch Gabriel von der Schmerzhaften Jungfrau genannt, Ordensbruder der Passionisten
- Tullio Cianetti (1899–1976), faschistischer Politiker
- Gloria Banditelli (* 1954), Opern- und Konzertsängerin (Mezzosopran, Alt)
- Andrea Ranocchia (* 1988), Fußballspieler